# Vought-Sikorsky VS-300
Vought-Sikorsky VS-300 byl americký experimentální vrtulník konstruktéra Igora Sikorského z konce 30. let 20. století. První prototyp vzlétl 14. září 1939, přičemž byl upevněný na lanech. První volný let proběhl 13. května 1940. V červenci 1940 byl do vrtulníku instalován nový motor Franklin s výkonem 67 kW. Stroj nebyl zpočátku zakrytován, trup byl zakryt až v roce 1941. Koncem roku 1941 dostal stroj definitivní podobu, ovšem nebyl sériově vyráběn.

## Hlavní technické údaje
- Posádka: 1
- Délka: 8,53 m
- Rotor: 9,14 m
- Výška: 3,05 m
- Vzletová hmotnost: 522 kg
- Pohonná jednotka: 1 × Franklin
  - Výkon pohonné jednotky: 90 k